# Monastier di Treviso
Monastier di Treviso (velenceiül Monastier de Trevixo) település Olaszországban, Veneto régióban, Treviso megyében. Lakosainak száma 4411 fő (2023. január 1.). Monastier di Treviso Meolo, Roncade, Zenson di Piave, Fossalta di Piave és San Biagio di Callalta községekkel határos.

## Népesség
A település népességének változása:
| Lakosok száma | 4308 | 4352 | 4411 |
|               | 2017 | 2018 | 2023 |